# IFK Lindesberg
IFK Lindesberg är en svensk fotbollsklubb grundad i Lindesberg år 1907. IFK Lindesberg har producerat många framgångsrika spelare, bland andra Samuel Wowoah.
Den tidigare ishockeysektionen bröt sig 1976 loss, och bildade Lindlövens IF.